# 金成男
金 成男（キム・ソンナム、朝鮮語: 김성남、1953年 - ）は、朝鮮民主主義人民共和国の政治家。朝鮮労働党国際部長、朝鮮労働党中央委員会政治局委員候補、国務委員会委員、最高人民会議外交委員会委員長。金日成主席や金正日総書記の中国語通訳を長年務め、「1号通訳」として知られる一人。

## 経歴
1953年に平安北道で生まれた。1980年代に朝鮮労働党国際部に入り、金日成主席や金正日総書記が訪中した際や、中国高官との会談での通訳を務めた。2010年1月に朝鮮労働党国際部副部長に任命され、5月3日に金正日総書記が中国を訪問した際には通訳として随行した。同年6月12日に訪朝した王家瑞中国共産党中央対外連絡部部長と金永日朝鮮労働党中央委員会書記局国際担当書記との会談に同席し、2012年に王家瑞対外連絡部長が訪朝し、金正恩第一書記との会談に同席した。同年8月29日に訪朝した李建国全国人民代表大会常務委員会副委員長との会談に参加した。
2013年5月22日に金正恩第一書記の特使として訪中した崔竜海朝鮮人民軍総政治局長に随行し、習近平中国共産党総書記との会見に同席した。同年7月には党国際部代表団長として訪中し、王家瑞中国共産党中央対外連絡部部長や楊燕怡対外連絡部部長補佐と会談した。同年11月4日に訪朝したアントニオ猪木参議院議員と金永日書記局国際担当書記との会談に同席した。
2014年2月17日に訪朝した劉振民中国外交部副部長と会談した。
2016年5月9日に開催された朝鮮労働党第7次大会で朝鮮労働党中央委員会委員候補に選出された。2018年3月28日に金正恩委員長が非公式に中国を訪問した際に随行し、4月20日に開催された朝鮮労働党中央委員会第7期第3回総会で党中央委員会委員に補選された。同年9月8日に訪朝した栗戦書中国共産党中央政治局常務委員会委員の到着を出迎え、同氏の歓迎宴会に出席した。
2019年2月26日にドナルド・トランプアメリカ大統領と会談するため、ベトナムを訪問した金正恩委員長に随行した。同年3月10日に実施された最高人民会議第14期代議員選挙で代議員に選出された。7月11日には党国際部代表団長として訪中し、宋濤中国共産党中央対外連絡部長と会談した。
2020年2月には中国・北京を訪問し、国連の制裁や新型コロナウイルス感染防止の為に両国間の貿易は停止されていることから、石炭などの貿易再開を申し入れたが、中国側から拒否された。
2021年1月5日から開催された朝鮮労働党第8次大会で中央委員会委員に再選され、1月10日に開催された党中央委員会第8期第1回総会で国際部長に選出された。同年2月11日に開催された党中央委員会第8期第2回総会で党中央委員会政治局委員候補に補選された。
同年9月29日に開かれた最高人民会議第14期第5回会議第2日会議で国務委員会委員、最高人民会議外交委員会委員長に補欠選挙された。

## 参考サイト
북한정보포털